# Exocentrus ghanae
Exocentrus ghanae là một loài bọ cánh cứng trong họ Cerambycidae.